# شركة دار الأركان للتطوير العقاري
شركة دار الأركان للتطوير العقاري هي شركة مساهمة سعودية ناشطة في مجال التطوير العقاري ومن أكبر الشركات السعودية في هذا المجال

يقع مقر الشركة في الرياض، ولقد تأسست الشركة في الثامن والعشرين من ديسمبر عام 1994 من قبل ست عائلات الأعمال البارزين ذوي الخبرة بالتطوير العقاري وذلك استجابة للطلب المتزايد على المساكن عالية الجودة من النمو السريع لسكان السعودية. بلغ رأس المال للشركة عشرة مليارات وثمانمئة مليون ريال سعودي، يتمثل نشاط شركة دار الأركان للتطوير العقاري في شراء وامتلاك العقار والأراضي، والمقاولات العامة، وإنشاء مباني تجارية وسكنية، وتجارة الجملة في الأدوات الكهربائية، والطلاء ومواد البناء، بالإضافة إلى بيع السيارات بالنقد وبالتقسيط .
من يوليو 2002 إلى يناير 2004 فإن دار الأركان تعمل بوصفها شركه ذات مسؤولية محدودة.

## الشركات التابعة
شركات تابعة لشركة دار الأركان للتطوير العقاري:
- شركة دار الأركان للإستثمار التجاري.
- شركة دار الأركان للمشاريع.
- شركة دار الأركان للعقارات.
- شركة صكوك دار الأركان.

## المشاريع
- مشروع شمس الرياض
- مشروع القصر
- مشروع التلال
- مشروع القصر مول
- مشروع شمس العروس

## وصلات خارجية
- موقع الشركة